# Johann Baptist Koch
Johann Baptist Koch (* 1833; † 1898) war ein deutscher Glockengießer des 19. Jahrhunderts in Freiburg im Breisgau. Seine Glockengießerei firmierte unter dem Namen Gebrüder Koch.
Er war das 20. Kind des Glockengießers Ignaz Koch (1783–1862) aus Unterlenzkirch. Zusammen mit seinem Bruder Bernhard (* 13. Mai 1824) erlernte er das Glockengießerhandwerk bei seinem Schwager Pius Muchenberger. Dieser und Ignaz Koch verlegten die Werkstatt nach Freiburg-Wiehre („Eisen-, Metall- und Glockengießerei Pius Muchenberger & Co.“), wo sie die Nachfolge der Gebrüder Bayer übernahmen, 1846 zog sich Ignaz Koch aus der Werkstatt zurück und übergab an seine Söhne. Da Pius Muchenberger sich 1848/49 an der Revolution in Baden beteiligte, musste er 1849 seine Familie in die Schweiz bringen, er selbst wohnte und arbeitete 1848 bis 1850 bei dem Glockengießer Wilhelm Hauck in Freiburg. Seine Gießerei führten Bernhard und Johann Baptist Koch als „Koch und Muchenberger“ weiter, 1856 übernahmen sie die Firma endgültig.  Ab 1856 ist er zunächst mit seinem Bruder als Mitinhaber, ab 1. Mai 1862 als Alleininhaber der Glockengießerei „Gebrüder Koch“.
Die Glockengießerei Gebr. Koch zählte 1866 zu den 83 Gründungsmitgliedern der Freiburger Gewerbebank, dem Vorläufer der heutigen Volksbank Freiburg.
Fortgeführt wurde die Firma von seinem einzigen Sohn Otto (1868–1926), der zunächst noch als Glockengießer, später als Metallgießermeister firmierte. Nachfolger wurde dessen Sohn Karl Johann (1908–1985), der den Betrieb als „Eisengießerei Koch“ weiterführte, bis ca. 1970 wurden vereinzelt noch kleine Glocken gegossen.
Die Glockengießerei Koch befand sich in der heutigen Schwarzwaldstraße 41/43 und wurde 1932 von der Brauerei Ganter aufgekauft und abgebrochen.

## Werke (Auswahl)
- 1864: eine Glocke für die Freiburger Stadtpfarrkirche St. Martin[2]
- 1866: Neuguss der Michael-Glocke des „Rosenlaecher-Geläutes“ im Freiburger Münster[3]
- 1882: Glocke im Dachreiter der Freiburger Loretto-Kapelle (Schlagton gis″, 63 kg, Durchmesser 47,7 cm)[4]
- 1889: Vesperglocke für das Freiburger Münster[5]
- 1890: drei Glocken für die Kirche St. Thomas im heutigen Freiburger Stadtteil Betzenhausen[6]
- 1892: Glocke im Dachreiter der Freiburger Kapelle St. Ottilien (Schlagton a″, etwa 58 bis 60 kg, Durchmesser 46,2 cm)[7]
- 1893: Glocke für die Nazihofkapelle in St. Peter-Rohr im Hochschwarzwald[8]
- 1899: eine Glocke für die unter Leitung des Erzbischöflichen Oberbauinspektors Raimund Jeblinger aus Freiburg errichtete erste (hölzerne) Notkirche in Rheinfelden (Baden), nach deren Abbruch in der 1915 fertiggestellten Nachfolgekirche St. Josef hängend, seit Anfang des 21. Jahrhunderts als Totenglocke im Stadtfriedhof.[9]